# 機装ルーガ
『機装ルーガ』は、1993年12月3日に工画堂スタジオから発売されたPCエンジン専用ソフトである。ジャンルは戦略シミュレーションゲーム。1995年5月26日には前作から4年後にあたる続編『機装ルーガII The Ends of Shangrila』が発売された。

## 概要
シュヴァルツシルトシリーズの流れを汲むシミュレーションRPG。2014年2月18日からプロジェクトEGG向けタイトルとして配信されている。

## ストーリー
かつて魔導科学により繁栄していたとされる伝説の古代文明ヴァスツール。その超テクノロジーは人工生命体や惑星規模の環境をコントロールする力があった。ヴァスツールはまさに至上の楽園であるかのように見えた。しかし魔導科学により利権をめぐる対立により内乱が勃発。魔導科学の乱用は争いを拡大させ、環境制御装置が暴走する事態となった。空は燃え上がり大陸は裂け、すべてが破壊された後、沈黙が訪れた。過ぎたる文明は破壊への先達なのか。解答は次なる世代へと託され、文明は自らを封印し、今は遺跡となり静かに眠っていた。
遺跡を崇拝し、守護する部族があった。彼らはガーディアンと呼ばれていた。ディストリア王国の辺境にある山岳部族クメス族。彼らもまたガーディアンの部族の一員である。ある日、クメス族の戦士ヴァイスは異国の兵士に追われている少女と出会う。それは、彼の運命の歯車が大きく動き出すきっかけであった。

## 登場人物
ヴァイス
声：三木眞一郎
本作の主人公。ディストリア王国のクメス族のガーディアン。がさつではあるが、正義感が強く、心優しい面も持つ青年。彼がエレナをハイエルン帝国の兵士から助けたことが物語の始まりである。物語中はっきりした恋愛描写はないものの、エレナとは深い絆で結ばれている。1作目の戦いの後、各地の遺跡を封印するため旅立つエレナを追いかけて、共に旅に出た。2作目ではグロスベイル帝国が古代文明の技術を使った侵略行為を知り、再び戦いに身を投じる。皇帝グロスベイルとの戦いで一度は敗れるが、ヴァスツールの科学者が遺した戦神ルーガの名を持つ機装鎧をまとい、再度戦いを挑み、激闘の末皇帝グロスベイルを倒して戦いを終わらせた。戦いの後、行方不明になったエレナを探して旅立った（仲間を一人も死なせていない場合のみ、エンディングのスタッフロールの後でエレナと再会するシーンが見られる）。
エレナ
声：井上喜久子
本作のヒロイン。ハイエルン帝国の兵士たちに襲われているところをヴァイスに助けられた少女。温和でおっとりした性格だが芯の強さを持つ。正体は古代文明ヴァスツールが作り出した人工生命体。共に作られたリンナと共に環境制御装置リストア―システムの管理を任されていた。1作目のエンディングで各地の遺跡を封印するため、ヴァイスと旅に出る（最初はエレナ一人で旅立ったが、ガイムたちに後押しされたヴァイスが追いかけてきた）。2作目では古代文明の技術を悪用するグロスベイル帝国との戦いにヴァイスと共に参戦。治癒魔法などで援護する。中盤でヴァイスが皇帝グロスベイルに敗れたときにリストア―システム制御の為に捕らえられる。最終ステージでヴァイスたちに助けられるが、城の爆発によって地上がヴァスツールの二の舞にならないように、ヴァイスたちを脱出させた後一人残って、爆発の影響を最小限に食い止めた。その後の生死は不明だが、仲間を誰も死なせていない場合のみ、スタッフロールの後でヴァイスと再会するシーンが見られる。
ガイム
声：大塚明夫
クメス族のガーディアンの青年。判断力に長けていて要領もよく信頼できる男だが、姉には頭があがらない。槍術を得意とする。「剛力」という技を持つ。
ロンディーア
声：木藤聡子
クメス族のガーディアンの女性。ガイムの姉。普段は聡明なおとなしい女性だが、いざという時は槍術に長けた勇敢な戦士となる。「治癒」の技を持つ。
タルコフ
声：北村弘一
クメス族の老戦士。かつては勇猛な剣の使い手として名を馳せていた。今は第一線を退いて、若きガーディアン達の指導者的役割を担っている。「防壁」という技を持つ。
ローディス
声：森川智之
隣の部族、センティスの若き族長。戦略家であり弓の扱いを得意とする。「疾走」という技を持つ。
ファーレイ
声：椎名へきる
ベドウィンの少女。努力家で向上心が強く、子ども扱いされるのを嫌う。2作目では裏技を使うことでプレイヤーキャラとして使うことができる。
リンナ
声：高山みなみ
リストア―システム制御のために、古代文明ヴァスツールによって作り出された人工生命体。エレナにとっては唯一の姉妹のような少女。かつて魔導科学を悪用する人間たちに絶望してリストア―システムを暴走させて、ヴァスツールを滅ぼした原因を作った。その後眠りについていたが、ハイエルン帝国によって発掘され、現代によみがえる。だが魔導科学を悪用するハイエルン帝国を見て再び人間に絶望し、「人間にとって魔導科学は過ぎたるもの」と判断して、あえて魔導科学の技術をハイエルン帝国に提供して利用することで、機獣神による世界滅亡を企む。機獣神復活時の建物崩壊で重傷を負うが、ヴァイスに救われて彼の優しさに触れたことで、人間に対する考えを改めてヴァイスに協力する。機獣神が倒されて戦いを終わったことを知って安堵して、エレナに自分の分まで生きるように言い残して亡くなった。その遺体は埋葬されていたが、リストアーシステム復活を企むグロスベイル帝国によって掘り起こされていたことが、2作目の最終ステージで明かされる。
ランドルフ
声：梁田清之
ハイエルン皇帝
声：糸博
世界を掌握しようとしている軍事国家、ハイエルン帝国の皇帝。リンナの力を利用し、古代の魔導科学を復活させようとする。
ロイヤルガード
声：鈴木琢磨

## 機装ルーガII The Ends of Shangrila
1995年5月26日にNECホームエレクトロニクスから続編が発売された。2017年10月17日からプロジェクトEGG向けタイトルとして配信されている。